# Texte byzantin

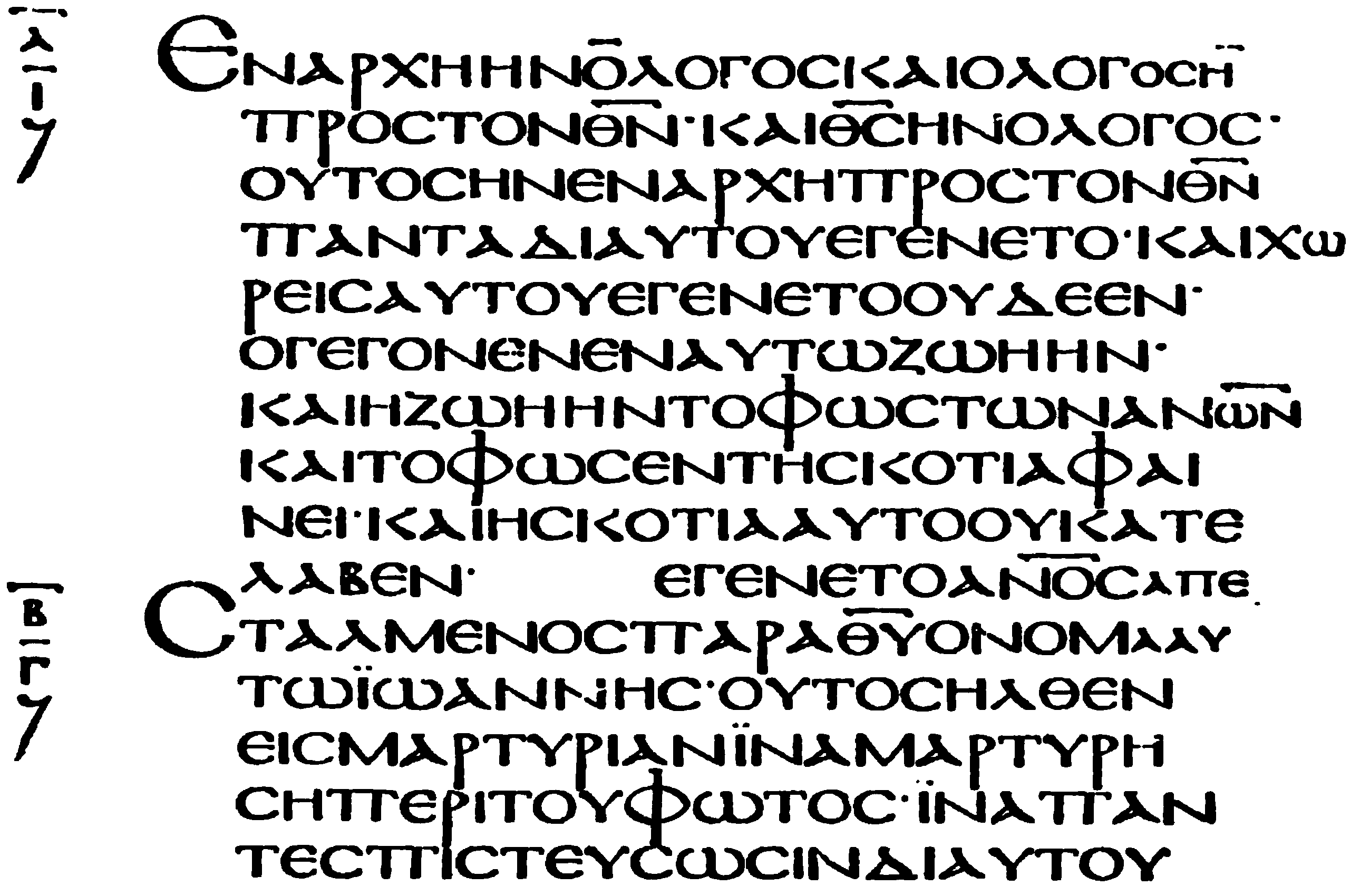
Évangile de Jean 1,1-7, manuscrit du Codex Alexandrinus.

Depuis Griesbach (1775) et Michaelis (1802), les spécialistes de la critique textuelle identifient quatre grands types ou familles de texte de Nouveau Testament : alexandrin, occidental, césaréen et byzantin,.
Le texte byzantin fut transmis par la grande majorité des manuscrits (80 %), dont plus de 5 500 manuscrits grecs existants, appelés aussi le Texte majoritaire. Ce texte fut utilisé par Érasme et Robert Estienne pour établir le texte reçu (textus receptus). Cela est indiqué par {\displaystyle {\mathfrak {M}}} or Byz. 
Le texte byzantin est représenté par: 
| Signe    | Nom                       | Date         | Contenu                         |
| A (02)   | Codex Alexandrinus        | c. 400       | Évangiles                       |
| C (04)   | Codex Ephraemi Rescriptus | Ve siècle    | Évangiles                       |
| W (032)  | Codex Washingtonianus     | Ve siècle    | Matt 1-28; Luc 8,13–24,53       |
| P (024)  | Codex Guelferbytanus A    | VIe siècle   | Évangiles                       |
| Q (026)  | Codex Guelferbytanus B    | Ve siècle    | Luc–Jean                        |
| 061      | –                         | Ve siècle    | 1 Tim 3:15-16; 4:1-3; 6:2-8     |
| Ee (07)  | Codex Basilensis          | VIIIe siècle | Évangiles                       |
| Fe (09)  | Codex Boreelianus         | IXe siècle   | Évangiles                       |
| Ge (011) | Codex Seidelianus I       | IXe siècle   | Évangiles                       |
| He (013) | Codex Seidelianus II      | IXe siècle   | Évangiles                       |
| L (020)  | Codex Angelicus           | IXe siècle   | Actes, CE, Épitres pauliniennes |
| V (031)  | Codex Mosquensis II       | IXe siècle   | Évangiles                       |
| Y (034)  | Codex Macedoniensis       | IXe siècle   | Évangiles                       |
| Θ (038)  | Codex Coridethianus       | IXe siècle   | Évangiles (sauf Marc)           |
| S (028)  | Codex Vaticanus 354       | 949          | Évangiles                       |

## Autres manuscrits
- Papyrus 73
- Codex Mutinensis
- Codex Cyprius
- Campianus
- Petropolitanus Purp.
- Sinopensis
- Guelferbytanus A
- Guelferbytanus B
- Nitriensis
- Nanianus
- Monacensis
- Tischendorfianus IV
- Sangallensis
- Tischendorfianus III
- Petropolitanus
- Rossanensis
- Beratinus
- Lavrentis
- Dionysius
- Vaticanus 2066
- Onciale 047
- 049
- 052
- 053
- 054
- 055
- 056
- 061
- 063
- 064
- 065
- 0103
- 0104
- 0116
- 0120
- 0133
- 0134
- 0135
- 0136
- 0142
- 0151
- 0197
- 0211
- 0246
- 0248
- 0253
- 0255
- 0257
- 0265
- 0269 (mixte)
- 0272
- 0273 (?).
- Minuscule 113
- Minuscule 482
- Minuscule 2814

Matthieu 15,6
- τον λογον — אa, B, D, Θ, 700, 892, 1230
- τον νομον — א*, C, 084, f13, 1010
- την εντολην — K, L, W, X, Δ, Π, 0106, f13, Minuscule 33, 565, 1009, Byz